# SK Viktorie Jirny
SK Viktorie Jirny byl fotbalový klub z Jiren, který v sezoně 2018/19 byl účastníkem České fotbalové ligy. Klub byl založen v roce 1927, v roce 2019 předčasně opustil rozehraný ročník ČFL a do následující sezony 2019/20 nepřihlásil žádnou soutěž.

## Historie
Fotbalový klub v Jirnech byl založen v roce 1927 a své první přátelské zápasy odehrál až o rok později. Klub začal v nejnižší V. třídě a po většinu dvacátého století hrál pouze na nejnižších úrovních (okresní a meziokresní soutěže). Zlom přišel až v roce 2002, kdy do klubu vstupuje silnější investor Josef Jícha, díky kterému se klub zachránil v I.B třídě. Od této záchrany zažily Jirny tři postupy v řadě a od sezóny 2005/06 už startoval v Divizi, ve které skončil na výborném druhém místě. V následujících letech celkem 5x klub vyhrál divizi, ale možnosti postoupit výše nevyužil. Tuto možnost využil až po sezóně 2012/2013 a tak tedy od roku 2013 klub hraje Českou fotbalovou ligu, kde patří k předním klubům. V sezoně 2015/16 dokonce třetí nejvyšší soutěž vyhrál a dosáhl svého historického maxima. O postup do FNL klub nepožádal (nemá dostatečný počet klubů mládeže ani stadion).

## Historické názvy
- 1927 – SK Viktorie Jirny (Sportovní klub Viktorie Jirny)
- 1949 – DSO Sokol Jirny (Dobrovolná sportovní organizace Sokol Jirny)
- 1958 – TJ Sokol Jirny (Tělovýchovná jednota Sokol Jirny)
- 1993 – SK Viktorie Jirny (Sportovní klub Viktorie Jirny)